# Bản đồ giấy cói Torino

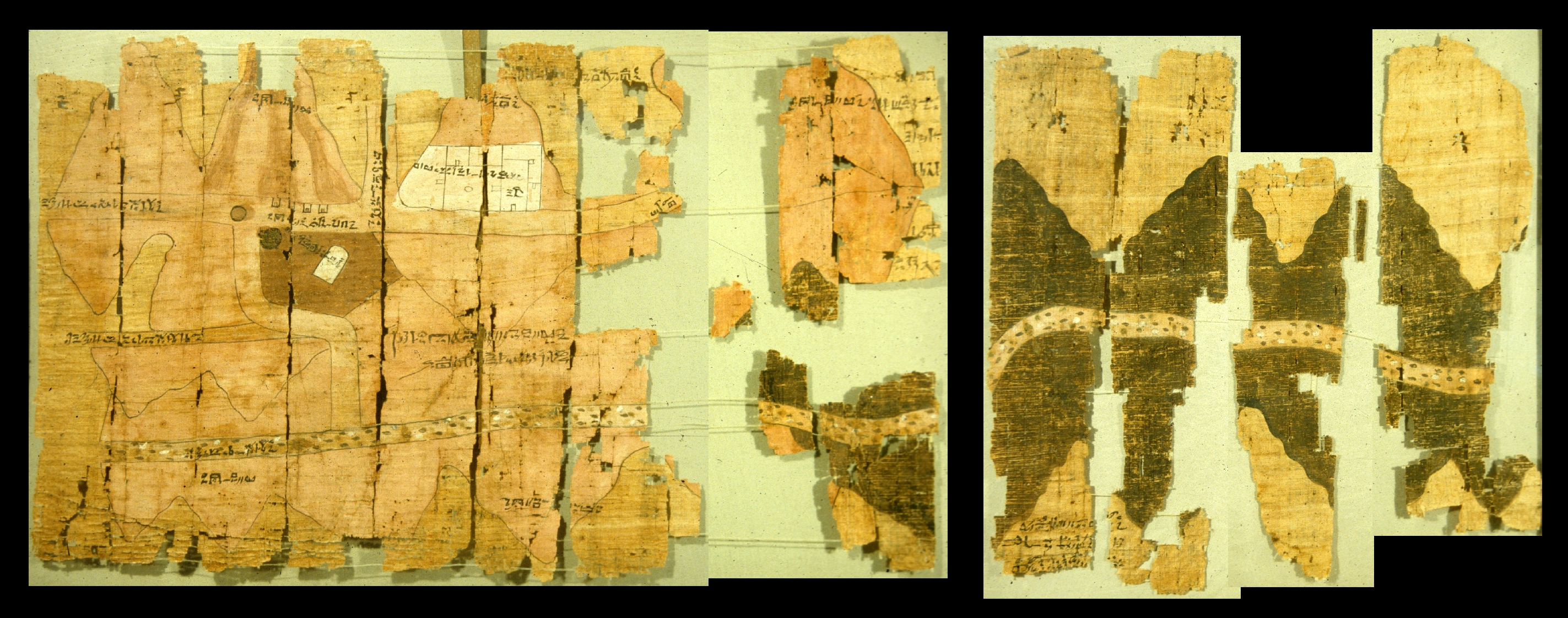

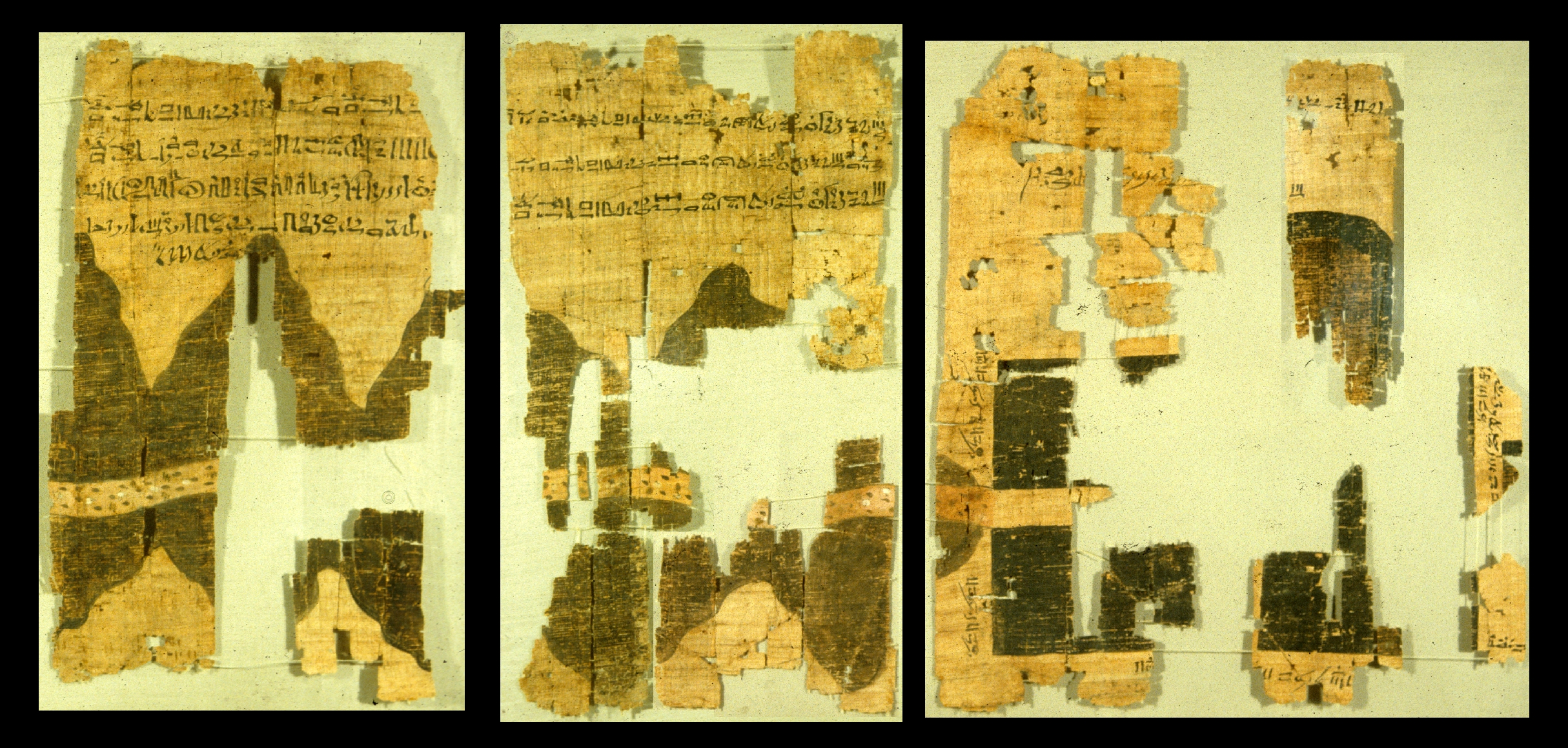

Bản đồ giấy cói Torino là một bản đồ của người Ai Cập cổ đại, được xem là bản đồ địa chất còn tồn tại lâu đời nhất, có từ thời cổ đại. Bản đồ được vẽ trên giấy cói được phát hiện tại Deir el-Medina ở Thebes, và được tìm thấy bởi Bernardino Drovetti (được xem là là Thống đốc của Napoleon) ở Ai Cập vào khoảng năm 1824, và hiện được bảo quản tại Bảo tàng Egizio thuộc Torino. Bản đồ vẽ vào khoảng năm 1150 trước Công nguyên bởi "Người ghi chép lăng mộ" Amennakhte, con trai của Ipuy. Nó sử dụng cho hoạt động khai thác đá của Ramesses IV ở thung lũng Wadi Hammamat trong vùng sa mạc phía đông, nhằm tìm kiếm và khai thác đá tản Ả rập-Nubia loại đá tinh thể từ Thời kỳ Tiền Cambri. Mục đích chính yếu nhằm tìm các khối đá sa thạch để sử dụng làm những bức tượng cho nhà vua.

## Mô tả
Bản đồ vẽ một đoạn dài 15 km của vùng Wadi Hammamat, mô tả các khu vực ảnh hưởng của wadi (thung lũng) này đến Wadi Atalla, el-Sid và những ngọn đồi xung quanh đó, cùng "bekhen" - là các khối đá được tìm để khai thác, mỏ vàng và khu định cư tại Bir Umm Fawakhir. Bản đồ ghi nhiều nội dung (được viết bằng chữ Hieratic) chú thích cho các địa điểm thể hiện trên bản đồ, điểm đến của các thung lũng, khoảng cách giữa các hầm và mỏ đá, vị trí của các mỏ vàng trên những ngọn đồi và kích thước của "bekhen" - các khối đá lớn được chọn. Giới hạn bản đồ là về phía nam nơi thượng nguồn của sông Nile. Bản đồ tái hiện trong Bảo tàng Torino có chiều dài 2,8 m rộng 0,41 m. Tuy vậy việc sắp xếp các mảnh bản đồ này được xem là không chính xác. Một bản tái hiện khác có độ chính xác cao hơn đã được tạo ra bởi Harrell và Brown vào năm 1992, chiều dài được làm giảm chỉ còn 2,1 m.
Bên cạnh việc nó là một bản đồ địa hình đáng ngạc nhiên hiện nay, bản đồ này còn là một bản đồ địa chất (được biết đến sớm nhất) bởi vì nó cho thấy chính xác sự phân bố của các loại đá khác nhau (với những ngọn đồi màu đen và hồng), sỏi tại thung lũng đa dạng về mặt thạch học (với màu nâu, màu xanh lá cây và trắng), đồng thời nó chứa thông tin về hoạt động khai thác. Người vẽ bản đồ đã vẽ các dấu hiệu địa chất theo cách phân phối rõ ràng và cẩn thận, phù hợp theo từng khu vực cụ thể, thêm yếu tố rõ ràng bằng cách sử dụng các dấu và màu sắc tương phản. Do đó, Giấy cói có thể được coi là Hệ thống thông tin địa lý được biết đến sớm nhất. Các vị trí của bản đồ trên mặt đất đã được xác định và đã được chứng minh là chính xác.
Phần mặt sau của giấy cói được ghi các văn bản có nội dung không liên quan bản đồ, đặc biệt là một bức thư gửi trực tiếp đến pharaoh Ramesses VI, với nội dung liên quan đến một bức tượng sùng bái của vị pharaoh này và về việc thiết lập bức tượng đó trong đền thờ Hathor ở Deir el-Medina. Bức thư yêu cầu một người đàn ông phục vụ thường xuyên chịu trách nhiệm dâng cung các lễ vật hàng ngày. Yêu cầu này dường như đã được vị pharaoh chấp thuận khi cháu trai của tác giả bức thư được xác định vẫn giữ danh hiệu "Tư tế tối cao của Ramesses VI".

## Bản đồ trong lịch sử origami
Đối với những người đam mê origami (gấp giấy), bản đồ được xem là ví dụ sớm nhất từng được biết đến về việc gấp giấy. Theo nhà sử học origami David Lister, bản đồ này đã được đề cập bởi Giáo sư Koryo Miura (người phát minh ra phương pháp gấp giấy Miura) và Masamori Sakamaki từ Đại học Tokyo, trong một cuộc họp của Hiệp hội bản đồ quốc tế vào năm 1980 nhìn nhận như một ví dụ về việc gấp lại một bản đồ sớm nhất.
Tuy nhiên, các nếp gấp nằm dọc trên giấy cói có thể không phải là nếp gấp như Miura và Sakamaki nhận định. Harrell lưu ý rằng "Bản đồ đã được cuộn lên khi được phát hiện và đã được xử lý sau đó, điều này giải thích việc bảo quản đặc biệt kém (ở phần bên phải trong Hình 3), khi bề mặt bên ngoài cuộn giấy bị mài mòn."